# Jena
Jena – miasto na prawach powiatu w środkowych Niemczech, w kraju związkowym Turyngia, nad rzeką Soławą. Liczy 111 191 mieszkańców (31 grudnia 2022), jest po Erfurcie drugim co do wielkości miastem kraju związkowego.

## Historia

### Średniowiecze
Prace archeologiczne prowadzone w rejonie miasta potwierdziły obecność ludzi w tej okolicy w epokach kamienia i brązu. W początkach naszej ery zamieszkiwali tu Celtowie. Przez długi czas początki miasta identyfikowano z osadą Jani pochodzącą z końca IX wieku, jednak wśród historyków nie ma co do tego zgody. Inna teoria głosi, że nazwa odnosi się do dzisiejszego Wenigenjena, gdzie w okolicy kościoła Schillera (niem. Schillerkirche) odkryto rozległe ślady osadnictwa z VIII i IX stulecia. W tekstach łacińskich Jena nazywana jest Atenami nad Soławą (łac. Athenae ad Salam). Pierwsze udokumentowane wzmianki pochodzą z 1182 roku.
Władcy Lobdeburga, będący od XII wieku właścicielami Jeny, podnieśli w 1230 r. osadę do godności miasta. Wkrótce wybudowano mury miejskie. Szybki rozkwit uprawy wina przyniósł mieszkańcom spore zyski. W 1286 zakon dominikanów wzniósł tu swój klasztor, w 1301 r. przy kościele św. Michała (Michaeliskirche) powstał klasztor cysterek.
Wraz z osłabieniem dynastii Lobdeburgów pojawiają się hrabiowie Schwarzburg oraz Wettynowie. Ci ostatni w 1331 r. całkowicie przejmują miasto w posiadanie. Rok późnej nadają mu prawa miejskie na prawie z Gothy. W 1414 r. powstaje klasztor karmelitów. Dobrobyt miejski wyraża się w przebudowie kościoła św. Michała (Michaeliskirche) w 1380/90 r. oraz ratusza pod koniec XIV wieku. Od roku 1423 Jena należy do elektoratu Saksonii, nad którym po śmierci ostatniego przedstawiciela dynastii askańskiej władzę przejmują Wettynowie. W wyniku podziału lipskiego (niem. Leipziger Teilung) w 1485 r. Jena pozostaje w należącym do ernestyńskiej linii Wettynów elektoracie Saksonii. W 1490 r. liczy ok. 3800 mieszkańców.

### Nowożytność
Reformacja przyszła do miasta w 1523 r. wraz z radykalnym teologiem Martinem Reinhardtem, którego wypędzono rok później po interwencji Marcina Lutra. W 1525 r. chłopi i część mieszkańców miasta zniszczyli klasztor karmelitów oraz zdewastowali klasztor dominikanów. W wyniku porażki w wojnie szmalkaldzkiej w latach 1546–1547 ród Ernestynów stracił godność elektorów. Od tego czasu Jena należała do Księstwa Saksonii.
W roku 1548 utworzono Szkołę Wyższą przy klasztorze dominikanów, z której po dziesięciu latach powstał uniwersytet. Rektorem bywał każdorazowo panujący władca kraju. Uczelnią rządził realnie prorektor, któremu podlegali nie tylko profesorowie i studenci, ale wszyscy mieszkańcy miasta pracujący na rzecz uczelni (tzw. cives academici). Decyzja o powołaniu uniwersytetu zaważyła na dalszym rozwoju miasta. Od początku XVI wieku w mieście działało drukarstwo, które rozkwitało w kooperacji z uczelnią i przyniosło miastu w XVII wieku w tej dziedzinie drugie miejsce po Lipsku. Po podziale kraju w 1572 r. uniwersytet pozostał pod ernestyńskim protektoratem, podczas gdy miasto przypadło Księstwu Weimar.
Przez krótki okres (1672-1690) Jena była stolicą samodzielnego księstwa Sachsen-Jena. Po śmierci ostatniego księcia Sachsen-Jena miasto w roku 1692 przypadło ernestyńskiej linii książąt Sachsen-Eisenach, a w 1741 r. księstwu Sachsen-Weimar, które w 1828 r. podniesiono do rangi wielkiego księstwa Sachsen-Weimar-Eisenach. Stan ten utrzymał się do roku 1918.
W okresie teologicznych sporów drugiej połowy XVI stulecia uniwersytet był centrum luterańskiej ortodoksji (Matthias Flacius). Po wojnie trzydziestoletniej przeżył okres rozkwitu i między 1706 a 1720 r. z liczbą 1800 studentów znalazł się w czołówce niemieckich uczelni. Okres baroku wyraził się we wspaniałych budowlach miejskich. Dwór książęcy zachęcał do troski o sztukę i muzykę. W 1570 r. działalność rozpoczęło Collegium Musicum, które organizowało koncerty akademickie.
Zmniejszenie uprawy wina, spadek liczby studentów i kłopoty drukarstwa w XVIII wieku spowodowały kryzys miejskiej gospodarki. W 1788 r. finanse miasta poddane zostały pod zarząd przymusowy. W okresie rządów księcia Karola Augusta (1775-1828) oraz jego ministra Johanna Wolfganga Goethego nowe ideały z Weimaru wywarły wpływ na Jenę i doprowadziły do drugiego okresu rozkwitu uniwersytetu. Goethe poświęcił mu swój urzędowy i osobisty wkład. W 1794 r. zaprzyjaźnił się z Friedrichem Schillerem, który od 1789 r. pracował jako profesor i do 1799 r. mieszkał w mieście.
Od 1794 r. na uniwersytet powołano Johanna Gottlieba Fichtego, a cztery lata później Friedricha Wilhelma Josepha Schellinga. W latach 1801–1807 nauczał tu Georg Wilhelm Friedrich Hegel, dzięki czemu Jena stała się głównym ośrodkiem niemieckiej filozofii idealizmu. Uniwersytet słynął ze szczególnego liberalizmu, jednak od 1800 r. jego renoma stopniowo się obniżała w wyniku odejścia sławnych wykładowców (w 1799 r. zwolnienie Fichtego).

### XIX wiek
14 października 1806 r. w bitwie pod Jeną-Auerstedt Napoleon Bonaparte pokonał wojska pruskie i saskie. Bitwa stoczona na wzgórzach przed miastem spowodowała spore szkody. Przeciwko rządom napoleońskim zrodził się silny opór, szczególnie wśród studentów, którzy w 1813 r. tłumnie wstępowali do wolnego korpusu Lützowa.
W 1815 r. utworzono w Jenie pierwszy burschenschaft, wolność prasy w księstwie dała okazję do walki o zjednoczenie narodu. Wartburgfest – manifestacja studentów niemieckich z 1817 r. – wyszedł z jeńskiego uniwersytetu i wzbudził nieufność niemieckich rządów konserwatywnych. Za pretekst do wprowadzenia wzmocnionej kontroli prasy posłużyło władzom zamordowanie Augusta von Kotzebue przez Karla Ludwiga Sanda, studenta teologii, w 1819 r. Doprowadziło to do wprowadzenia kuratora na uniwersytecie, ograniczenia wolności prasy i rozwiązania burszenszaftu.
Na gospodarkę tego okresu wielki wpływ miała działalność uniwersytetu. Oprócz tego zyski przynosiła uprawa wina, chmielu, ogrodnictwo i rolnictwo oraz drukarstwo. Po 1800 r. powstały mniejsze rzemieślnicze zakłady, utworzona w 1820 r. przędzalnia czesanki miała po dwudziestu latach jako jedyne przedsiębiorstwo ponad 100 pracowników, a w 1864 r. wprowadziła maszynę parową. W 1830 r. Jena liczyła 5491 mieszkańców, a w roku 1851 było ich ok. 6500. Wraz z budową kolei Saalbahn z Großheringen do Saalfeld/Saale w 1874 r. oraz linii Weimar – Gera w 1876 r. miasto stało się węzłem komunikacyjnym. W 1843 r. wzniesiono wytwórnię fortepianów, w 1859 r. fabrykę pieców, w 1886 r. fabrykę cementu, a w 1895 r. wytwórnię przyrządów pomiarowych.
Z utworzonej w 1846 r. przez Carla Zeissa pracowni z przyrządami optycznymi, która w 1860 r. miała 20 współpracowników, dzięki znaczącemu współdziałaniu z Ernstem Abbe powstało przedsiębiorstwo mechaniki precyzyjnej i optyki o światowym zasięgu, od 1880 r. działające we własnych budynkach fabrycznych. Dzięki współpracy z Otto Schottem mogło korzystać z wybudowanej w 1884 r. fabryki szkła, co stanowiło istotny impuls do jego dalszego rozwoju. W 1886 r. wyprodukowano 10 000. mikroskop, podarowany bakteriologowi Robertowi Kochowi na urodziny. Na początku XX w. koncern Zeissa obejmował już 98 przedsiębiorstw, rozsianych po całym kraju. Już w 1889 r. utworzono fundację Carla Zeissa, z której środki w dużych ilościach przeznaczono na uniwersytet, na którym w tamtym okresie pracował m.in. zoolog Ernst Haeckel. W 1841 r. na uczelni doktoryzował się Karol Marks (in absentia). W 1908 r. w miejscu dawnego zamku wzniesiono nową siedzibę uniwersytetu. Liczba studentów wrosła z 500 między rokiem 1800 a 1880, do 2000 w roku 1914. Wydziały nauk przyrodniczych i medycyny musiały zostać rozbudowane.

### XX wiek
19 marca 1901 r. otwarto miejską elektrownię, a 1 kwietnia odbyło się uroczyste uruchomienie elektrycznych tramwajów. Wraz ze zjednoczeniem księstw turyńskich w 1920 r., Jena stała się częścią nowego kraju związkowego – Turyngii, od 1922 r. miastem na prawach powiatu. Równocześnie utworzono powiat Stadtroda, do którego należały tereny wokół miasta. Wśród robotników wielkich fabryk Zeissa i Schotta mocne poparcie znalazły partie SPD i KPD, tak że w okresie Republiki Weimarskiej partie konserwatywne i NSDAP osiągnęły tu najgorsze wyniki w całej Turyngii. W późniejszym okresie w mieście silny był sprzeciw wobec polityki nazistów.
Wraz objęciem urzędu kanclerza przez Adolfa Hitlera rozpoczęło się w mieście prześladowanie i dyskryminacja wszystkich sił politycznych i humanistycznych. Wiele osób skazano na ciężkie więzienie, niektórych umieszczono w obozie koncentracyjnym Bad Sulza, później w Buchenwaldzie. Wielu popularnych naukowców zwolniono ze stanowisk. Na uniwersytecie pojawiali się głosiciele poglądów o rasizmie (katedra antropologii) i antysemityzmie (współpraca z kościelnym „instytutem badań i usunięcia wpływów żydowskich na życie kościelne”). 1 kwietnia 1933 r. zbojkotowano żydowskie sklepy i pracownie. W październiku 1938 r. podczas Polenaktion wydalono dziesięciu Żydów bez przynależności państwowej do Polski. W listopadzie doszło do antyżydowskich ekscesów. W następstwie tego wiele rodzin i samotnych Żydów wyemigrowało za granicę. W latach 1942–1945 pozostałych Żydów wywożono do gett i obozów zagłady, gdzie ich mordowano. W niektórych klinikach dochodziło do aktów przymusowej sterylizacji i eutanazji. Pomimo to działały grupy oporu, które ukrywały poszukiwanych, a także wyrażały swój sprzeciw wobec faszyzmu i wojny w postaci rozdawania ulotek i innych akcji. Gdy w czasie wojny tysiące robotników przymusowych przywieziono do jeńskich zakładów zbrojeniowych, nawiązała się współpraca między nimi a miejscowymi grupami oporu. Doszło nawet do zamachu bombowego na miejscową siedzibę NSDAP pod koniec wojny.
W czasie II wojny światowej alianckie naloty bombowe spowodowały poważne zniszczenia, szczególnie w lutym i marcu 1945 r. Najcięższe bombardowanie miało miejsce 19 marca 1945 r. Podczas ostrzału miasta przez amerykańską artylerię 11 kwietnia 1945 r. zginęło 40 osób. Dwa dni później oddziały armii USA wzięły miasto bez walki. W czasie wojny zniszczono 15% powierzchni miasta, a podczas ataków bombowych zginęło 850 osób. 1 lipca 1945 r. miasto zajęły wojska Armii Czerwonej, Jena stała się częścią radzieckiej strefy okupacyjnej Niemiec. Łącznie na miasto zrzucono 870 ton bomb. Ataki lotnicze wyrządziły ciężkie szkody, duża część centrum miasta została całkowicie zniszczona, ruiny częściowo historycznych domów mieszczańskich zostały później rozebrane. Kościół św Michała (St. Michael) przetrwał wojnę mocno uszkodzony, kościół uniwersytecki został całkowicie zniszczony (ruiny rozebrano w 1956 r.). Naloty uszkodziły jego wieżę, jak też budynki Collegium. Częściowo zniszczony został ratusz, całkowicie biblioteka uniwersytecka, której pozostałości rozebrano. Abbeanum doznało ciężkich szkód, odbudowano je w roku 1951. Całkowicie zniszczonych zostało sześć instytutów uniwersyteckich, częściowo wiele klinik przy ulicy Bachstrasse.
15 października 1945 r. uniwersytet jako pierwsza niemiecka uczelnia wznowił działalność. W roku 1946 przedsiębiorstwa Zeiss i Schott zdemontowano w 94% i wraz z ponad 300 specjalistami z obu fabryk wywieziono do ZSRR. W 1950 r. utworzono zakład farmaceutyczny Jenapharm. W czasach NRD miasto należało od 1952 r. do okręgu Gera.
W czasie powstania robotniczego z 17 czerwca 1953 przeszło 30 000 mieszkańców protestowało przeciw polityce rządu NRD. Domagano się wolnych wyborów, zjednoczenia Niemiec i dymisji rządu. W celu stłumienia demonstracji do akcji wprowadzono radzieckie czołgi. Wprowadzono stan wyjątkowy i aresztowano ponad 100 osób. 18 czerwca w budynku radzieckiej komendantury w Weimarze stracono urodzonego w 1927 r. w Jenie ślusarza Alfreda Dienera. Diener wraz z dwoma delegatami górników przedstawił żądania demonstrantów w biurze pierwszego sekretarza partii SED w okręgu.
W 1957 r. wprowadzono budowę bloków z wielkiej płyty. Pomiędzy 1965 a 1975 r. powstało nowe osiedle Jena-Lobeda-West. Wraz z przebudową centrum miasta od 1968 r. wyburzono historyczną część wokół Eichplatz i postawiono wieżowiec uniwersytetu. Rok później nadano orkiestrze symfonicznej Jena nazwę Jenaer Philharmonie. W latach 1971–1983 powstało osiedle mieszkaniowe Jena-Lobeda-Ost.
W 1975 r. Jena osiąga 100 000 mieszkańców. W połowie lat siedemdziesiątych miasto staje się znaczącym centrum demokratycznej opozycji i podziemia w NRD. W czasie poprzedzającym bezpośrednio upadek Muru Berlińskiego w 1989 r. w mieście odbywają się największe demonstracje w jego historii, na placu Centralnym gromadzi się często około 40 000 ludzi. Do roku 1991 w mieście stacjonowała 79 Dywizja Pancerna grupy radzieckich sił zbrojnych w Niemczech.
Po reformie administracyjnej z 1 lipca 1994 r. powiat Jena staje się częścią powiatu Saale-Holzland.

## Demografia
| Rok  | Ogółem  | Mężczyźni | Kobiety |
| ---- | ------- | --------- | ------- |
| 2000 | 99 893  | 49 002    | 50 891  |
| 2010 | 105 129 | 51 964    | 53 165  |
| 2020 | 110 731 | 55 374    | 55 357  |

Źródło:

## Gospodarka

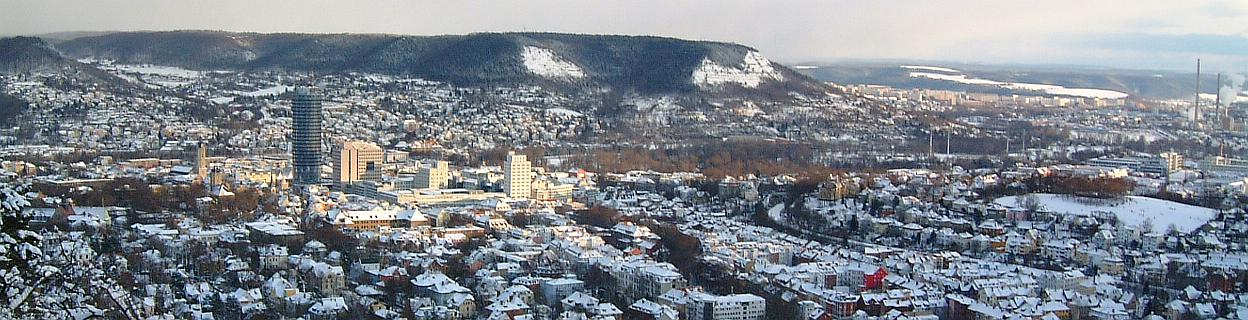
Jena

- ośrodek przemysłu optycznego i precyzyjnego:
  - zakłady optyczne Carl Zeiss (założone w 1846 r.)
  - zakłady Jenoptik(inne języki)
  - Jenaer Glas(inne języki)
- przemysł poligraficzny, szklarski, farmaceutyczny.

## Transport
W mieście znajduje się 5 stacji kolejowych:
- Jena Paradies
- Jena West
- Jena-Göschwitz
- Jena Saalbahnhof
- Jena – Zwätzen

## Zabytki
- Planetarium Zeissa
- obserwatorium astronomiczne

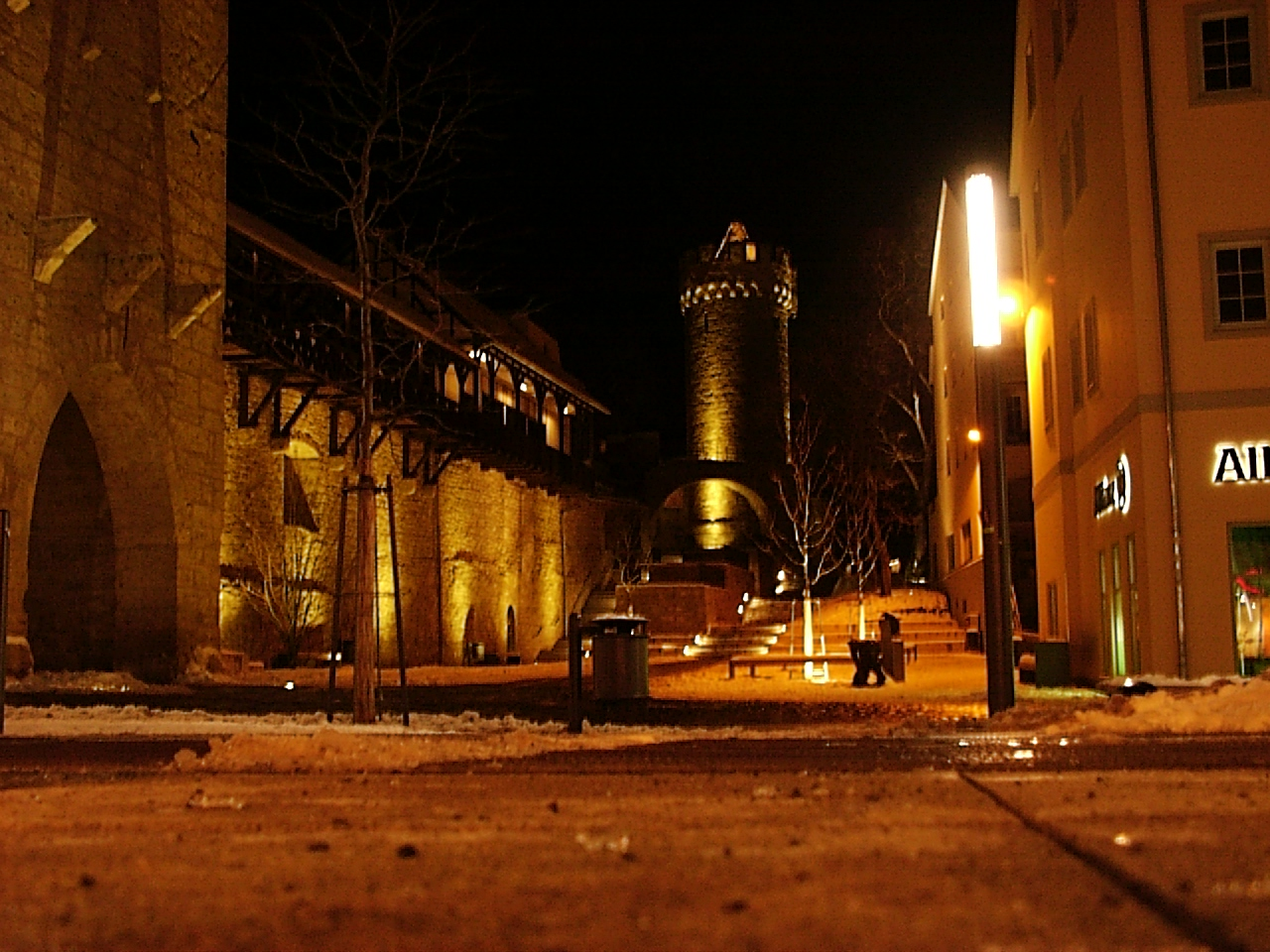
Fragment murów obronnych

- ogród botaniczny z alpinarium (założony w 1626 r.)
- Muzeum Optyki (Deutsches Optisches Museum(inne języki))
- dom Fryderyka Schillera
- kościoły
  - kościół farny pw. Jana Chrzciciela (St. Johannes Baptist), od 1822 rzymskokatolicki
  - kościół pw. św. Michała (St. Michael), główny kościół protestancki miasta
- fragmenty murów obronnych z XIV w.
- późnogotycko-barokowy ratusz
- rynek

## Sport
- FC Carl Zeiss Jena – klub piłkarski
- Ernst-Abbe-Sportfeld – stadion

## Współpraca
Miejscowości partnerskie
- Aubervilliers, Francja
- Berkeley, Stany Zjednoczone
- Erlangen, Bawaria
- Lugoj, Rumunia
- Porto, Portugalia
- San Marcos, Nikaragua
- Lidzbark Warmiński, Polska